# サンホセ空港 (フィリピン)
サンホセ空港（San Jose Airport、旧称はマクガイア飛行場、McGuire Field）は、フィリピンのミンドロ島南部、オクシデンタル・ミンドロ州の経済・交通の中心都市サンホセにある空港。フィリピンの国内線の主要空港の一つ。元来はアメリカ軍基地であり、旧称の飛行場名も第二次大戦時のエースパイロットの名に由来する。

## 就航路線
| 航空会社             | 就航地 |
| -------------------- | ------ |
| PAL エクスプレス     | マニラ |
| セブパシフィック航空 | マニラ |